# أوزان كاباك
أوزان محمد كاباك (بالتركية: Ozan Kabak)‏ (من مواليد 25 مارس 2000) لاعب كرة قدم تركي محترف، يلعب في مركز الدفاع مع نادي هوفنهايم الألماني والمنتخب التركي.

## مسيرته الكروية

### غلطة سراي
تدرب أوزان مع أكاديمية غلطة سراي للشباب، وانضم في عام 2011. وقع عقده الاحترافي الأول مع غلطة سراي في 1 يوليو 2017.  حقق أوزان ظهوره الاحترافي لأول مرة مع غلطة سراي في الدوري التركي بالفوز 2-0 على ييني مالاتيسبور في 12 مايو 2018. 

### شتوتغارت
في 17 يناير 2019 ، انتقل كاباك إلى شتوتغارت حيث وقع عقدًا حتى يونيو 2024.  في 3 مارس، سجل هدفين في الفوز 5-1 على هانوفر 96 ، مسجلاً أول أهدافه الاحترافية العليا.  وذلك في سن 18 عامًا و 11 شهرًا و 7 أيام، أصبح أصغر لاعب تركي، وثالث أصغر لاعب في شتوتجارت يسجل مرتين في مباراة واحدة في الدوري الألماني. 

### شالكه 04
في 30 يونيو 2019 ، انتقل كاباك إلى شالكه 04 بموجب عقد مدته خمس سنوات مقابل 15 مليون يورو، بعد أن قام شالكه بتفعيل شرط الإفراج في عقده. 

### ليفربول
في 1 فبراير 2020 انتقل على سبيل الإعارة إلى نادي ليفربول قادمًا من شالكه 04 الألماني حتى نهاية الموسم.

## مسيرته الدولية
قاد كاباك فريق تركيا تحت 17 عامًا في بطولة أمم أوروبا تحت 17 سنه 2017 ،  وأدرج كواحد من بين 10 لاعبين يجب مشاهدتهم من قبل UEFA .  في 17 نوفمبر 2019 ، ظهر كاباك لأول مرة في فريق تركيا الكبير خلال مباراة التصفيات المؤهلة لكأس الأمم الأوروبية UEFA 2020 ضد أندورا ، حيث لعب المباراة الكاملة التي فازت بها تركيا 2-0. 

## الإحصائيات المهنية

### النادي
آخر تحديث 8 March 2020.. 
| النادي          | الموسم          | الدوري          | الدوري  | الدوري  | كوب     | كوب     | أوروبا  | أوروبا  | آخر     | آخر     | مجموع   | مجموع   |
| النادي          | الموسم          | قطاع            | تطبيقات | الأهداف | تطبيقات | الأهداف | تطبيقات | الأهداف | تطبيقات | الأهداف | تطبيقات | الأهداف |
| --------------- | --------------- | --------------- | ------- | ------- | ------- | ------- | ------- | ------- | ------- | ------- | ------- | ------- |
| غلطة سراي       | 2017-18         | Süper Lig       | 1       | 0       | 0       | 0       | 0       | 0       | -       | -       | 1       | 0       |
| غلطة سراي       | 2018–19         | Süper Lig       | 13      | 0       | 0       | 0       | 4       | 0       | -       | -       | 17      | 0       |
| غلطة سراي       | مجموع           | مجموع           | 14      | 0       | 0       | 0       | 4       | 0       | -       | -       | 18      | 0       |
| VfB شتوتغارت    | 2018–19         | الدوري الألماني | 15      | 3       | 0       | 0       | -       | -       | 2       | 0       | 17      | 3       |
| شالكه 04        | 2019-2020       | الدوري الألماني | 19      | 3       | 2       | 0       | -       | -       | -       | -       | 21      | 3       |
| المجموع الوظيفي | المجموع الوظيفي | المجموع الوظيفي | 48      | 6       | 2       | 0       | 4       | 0       | 2       | 0       | 56      | 6       |

1. ↑  Appearances in دوري أبطال أوروبا
2. ↑  Appearances in الدوري الألماني الدرجة الأولى 2018–19

### دولي
آخر تحديث match played on 17 November 2019.. 
| تركيا | تركيا   | تركيا   |
| عام   | تطبيقات | الأهداف |
| ----- | ------- | ------- |
| 2019  | 1       | 0       |
| مجموع | 1       | 0       |

## مرتبة الشرف

### النادي
غلطة سراي
- الدوري التركي : 2017–18

### فردي
- البوندسليجا روكي الموسم: 2018-19 [16] [17]

## روابط خارجية
- أوزان كاباك على موقع الاتحاد الدولي (مؤرشف)  (الإنجليزية)
- أوزان كاباك على موقع الاتحاد الأوربي (الإنجليزية)
- أوزان كاباك على موقع اتحاد تركيا (لاعب) (الإنجليزية)
- أوزان كاباك على موقع قاعدة بيانات كرة القدم.إي يو (الإنجليزية)
- أوزان كاباك على موقع ليكيب (الفرنسية)
- أوزان كاباك على موقع ناشيونال فوتبول تيمز (الإنجليزية)
- أوزان كاباك على موقع Soccerbase.com (لاعب) (الإنجليزية)
- أوزان كاباك على موقع Soccerway.com (الإنجليزية)
- أوزان كاباك على موقع عالم كرة القدم.نت (الإنجليزية)
- أوزان كاباك على موقع AS.com (الإسبانية)
- Ozan Kabak
- أوزان كاباك  على سكروي أوزان كاباك  على سكروي
- Ozan Kabak
- أوزان كاباك – سجل منافسات اليويفا
- الملف الشخصي Galatasaray